# Bony de Mossers
El Bony de Mossers és una muntanya de 1.867 metres que es troba entre els municipis de les Valls de Valira, a la comarca de l'Alt Urgell i Andorra.